# Megasemum asperum
Megasemum asperum är en skalbaggsart som först beskrevs av Leconte 1854.  Megasemum asperum ingår i släktet Megasemum och familjen långhorningar. Inga underarter finns listade i Catalogue of Life.